# Manismo
Per manismo (dal latino manes) si intende il complesso degli atti di culto rivolti ai defunti.
Si intende anche la teoria sull'origine della religione formulata da Herbert Spencer in Principi di sociologia del 1876-96. Secondo la teoria manistica, di stampo evemerista, la radice di ogni religione andava ricercata nel culto dei morti, in particolare di coloro che in vita avevano mostrato qualità non comuni; un capo militare, un particolare antenato, uno straniero avrebbero potuto diventare oggetto di venerazione dopo la morte, con la tendenza a ricercare la loro benevolenza. In principio la teoria fu bene accolta, soprattutto dalla sociologia positivista; in seguito è stata del tutto confutata dagli studi evoluzionistici - ricerca del dato elementare a cui ricondurre formazioni storiche complesse come le varie religioni; il postulato secondo cui tutte le civiltà avrebbero percorso la stessa linea di sviluppo - e dalle ricerche di etnologia e storia delle religioni, che hanno evidenziato la rilevanza non universale e non necessariamente arcaica del culto degli antenati.